# Synchroonzwemmen op de Olympische Zomerspelen 1984 – Duet
Het onderdeel duet van het synchroonzwemmen op de Olympische Zomerspelen 1984 in Los Angeles vond plaats op 6 (kwalificatie) en 9 augustus (finale), in het Uytengsu Aquatics Center. Het goud was voor de Amerikanen Candy Costie en Tracie Ruiz, zilver ging naar de Canadezen Sharon Hambrook en Kelly Kryczka en de Japanse Saeko Kimura en Miwako Motoyoshi won het brons.

Op 6 augustus vonden de verplichte oefeningen plaats, die kwalificaties vormden voor de wedstrijden in zowel de individuele als de duetdiscipline. De resultaten daarvan werden later meegenomen in de kwalificatie, waarvoor achttien ploegen van elk twee deelnemers werden ingeschreven. De acht beste duetten in de kwalificatie gingen door naar de finale.

## Uitslag
| Rang   | Naam                                | Land                   | Voorronde | Voorronde | Kwalificatie | Kwalificatie | Finale        | Finale        |
| Rang   | Naam                                | Land                   | Punten    | Rang      | Punten       | Rang         | Punten        | Rang          |
| ------ | ----------------------------------- | ---------------------- | --------- | --------- | ------------ | ------------ | ------------- | ------------- |
| Goud   | Tracie Ruiz Candy Costie            | Verenigde Staten       | 96,584    | 1         | 194,984      | 1            | 195,584       | 1             |
| Zilver | Sharon Hambrook Kelly Kryczka       | Canada                 | 96,034    | 2         | 193,834      | 2            | 194,234       | 2             |
| Brons  | Saeko Kimura Miwako Motoyoshi       | Japan                  | 90,992    | 3         | 187,792      | 3            | 187,992       | 3             |
| 4      | Caroline Holmyard Carolyn Wilson    | Groot-Brittannië       | 89,650    | 4         | 182,250      | 4            | 184,050       | 4             |
| 5      | Edith Boss Karin Singer             | Zwitserland            | 87,109    | 5         | 178,509      | 5            | 180,109       | 5             |
| 6      | Catrien Eijken Marijke Engelen      | Nederland              | 87,058    | 6         | 178,058      | 6            | 179,058       | 6             |
| 7      | Pascale Besson Muriel Hermine       | Frankrijk              | 85,909    | 7         | 176,309      | 7            | 176,709       | 7             |
| 8      | Claudia Novelo Pilar Ramírez        | Mexico                 | 85,209    | 8         | 175,409      | 8            | 176,409       | 8             |
| 9      | Gudrun Hänisch Gerlind Scheller     | FRG                    | 84,567    | 9         | 174,367      | 9            | Uitgeschakeld | Uitgeschakeld |
| 10     | Eva-Maria Edinger Alexandra Worisch | Oostenrijk             | 82,767    | 10        | 171,367      | 10           | Uitgeschakeld | Uitgeschakeld |
| 11     | Paula Carvalho Tessa Carvalho       | Brazilië               | 82,092    | 11        | 166,292      | 11           | Uitgeschakeld | Uitgeschakeld |
| 12     | Katie Sadleir Lynette Sadleir       | Nieuw-Zeeland          | 79,442    | 12        | 164,642      | 12           | Uitgeschakeld | Uitgeschakeld |
| 13     | Donella Burridge Lisa Steanes       | Australië              | 79,192    | 13        | 164,592      | 13           | Uitgeschakeld | Uitgeschakeld |
| 14     | Ximena Carias Maribel Solis         | Dominicaanse Republiek | 77,817    | 14        | 158,017      | 14           | Uitgeschakeld | Uitgeschakeld |
| 15     | Katia Overfeldt Patricia Serneels   | België                 | 75,366    | 15        | 156,566      | 15           | Uitgeschakeld | Uitgeschakeld |
| 16     | Monica Antich Ana Tarres            | Spanje                 | 73,551    | 16        | 154,151      | 16           | Uitgeschakeld | Uitgeschakeld |
| 17     | Dahlia Mokbel Sahar Faruq           | Egypte                 | 70,266    | 17        | 150,866      | 17           | Uitgeschakeld | Uitgeschakeld |
| 18     | Esther Croes Nicole Hoevertsz       | Nederlandse Antillen   | 65,484    | 18        | 141,884      | 18           | Uitgeschakeld | Uitgeschakeld |